# Krieg (Familienname)
Krieg ist ein deutscher Familienname.

## Namensträger
- Aloys Krieg (* 1955), deutscher Mathematiker
- Bernd Krieg-Brückner (* 1949), deutscher Mathematiker und Hochschullehrer
- Bernhard Krieg (1868–1943), deutscher Priester
- Christian August Krieg (1740–1814), deutscher Kantor
- Christopher Krieg (* 1961), deutscher Schauspieler
- Cornelius Krieg (1838–1911), deutscher Theologe
- Dave Krieg (* 1958), US-amerikanischer American-Football-Spieler
- Dieter Krieg (Archivar) (1920–2010), deutscher Archivar und Heimatkundler
- Dieter Krieg (1937–2005), deutscher Maler
- Elisabeth Krieg (* 1961), Schweizer Langstreckenläuferin
- Erich Krieg (* 1951), deutscher Schauspieler
- Franz Krieg von Hochfelden (1776–1856), österreichischer Staatsmann
- Frederick Krieg (1852–1932), deutsch-amerikanischer Dekorationsmaler, Keramikdesigner und Mosaikkünstler
- Georg Heinrich Krieg von Hochfelden (1798–1860), deutscher Generalmajor und Militärschriftsteller
- Gösta Krieg (* 1963), deutscher Manager
- Gustav Adolf Krieg (* 1948), deutscher Kirchenmusiker, Pfarrer und Hochschullehrer
- Hans Krieg (Zoologe) (1888–1970), deutscher Ethnologe und Zoologe
- Hans Krieg (Maler) (1893–1962), deutscher Maler
- Heinrich Krieg (1835–1900), deutscher Stenograf und Hochschullehrer
- Hermann Krieg, holländisch-schweizerischer Bildhauer
- Isabelle Krieg (* 1971), Schweizer Künstlerin
- Ivo Krieg (* 1949), deutscher Politiker (Bündnis 90/Die Grünen)
- James Krieg (* 1966), US-amerikanischer Drehbuchautor und Produzent
- Johann-Otto Krieg (1919–1999), deutscher Marineoffizier
- Julian Krieg (* 1987), deutscher Handballspieler
- Julius Krieg (1882–1941), deutscher Kirchenrechtler, Hochschullehrer und Heimatforscher
- Karl Krieg († 1711), deutscher Maler
- Kerstin Krieg (* 1979), deutsche Filmwissenschaftlerin und Filmemacherin
- Lena Krieg (1901–1981), deutsche Nationalökonomin und Soziologin
- Lothar Krieg (* 1955), deutscher Leichtathlet
- Martin Krieg (Historiker) (1892–1962), deutscher Historiker und Archivar
- Martin Krieg (Fußballspieler) (* 1964), deutscher Fußballspieler
- Matthias Krieg (* 1980), deutscher Basketballspieler
- Michael Krieg-Helbig (* 1945), deutscher Schauspieler
- Otto Krieg-Helbig (1898–1976), deutscher Schauspieler
- Paul Krieg (1869–1938), deutscher Mediziner und Hochschullehrer
- Peter Krieg (1947–2009), deutscher Filmemacher, Produzent und Autor
- Peter Krieg-Helbig (1947–1983), deutscher Schauspieler
- Rainer Krieg (* 1968), deutscher Fußballspieler und -trainer
- Robert Krieg (* 1949), deutscher Dokumentarfilmer, Soziologe und Autor
- Rudolf Krieg (1927–1988), deutscher Schauspieler
- Stefanie Krieg (* 1981), deutsche Skispringerin
- Tesha Moon Krieg (* 2001), deutsche Schauspielerin
- Thomas Krieg (* 1949), deutscher Dermatologe
- Tilmann Krieg (* 1954), deutscher Künstler, Fotograf und Designer
- Ursula Krieg (1900–1984), deutsche Schauspielerin
- Ursula Krieg-Helbig (1923–2007), deutsche Schauspielerin und Malerin
- Werner Krieg (1908–1989), deutscher Bibliothekar